# Pha That Luang

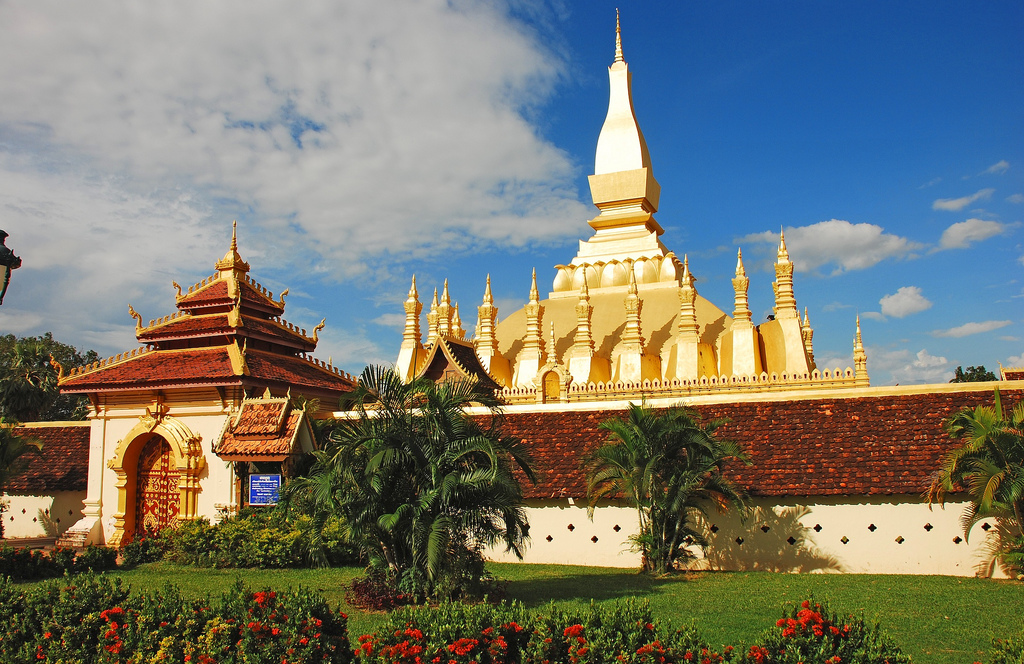
Phat That Luang.

Pha That Luang (em laociano: ພຣະ ທາດ ຫຼວງ) é uma grande cobertura de ouro budista no centro de Vientiane, capital do Laos. Desde a sua criação inicial, sugerido para ser no III século, a estupa sofreu várias reconstruções, sendo a mais recente em 1930, devido a invasões estrangeiras na área. É geralmente considerada como o mais importante monumento nacional no Laos e um símbolo nacional do país.

## História
De acordo com relatos orais de nativos do Laos, Pha That Luang foi originalmente construída como um templo Hindu no século III. Missionários budistas do Império Máuria foram enviados pelo imperador Asoka, entre os quais se encontravam Bury Chan e Praya Chanthabury Pasithisak e cinco monges que trouxeram uma relíquia sagrada (acredita-se ser o esterno) do Senhor Buda à estupa. Foi reconstruída no século XIII como um templo khmer, que caiu em ruínas décadas mais tarde.

Pha That Luang

No século XVI, o rei Setthathirat transferiu a capital de Luang Prabang para Vientiane e ordenou a construção de Pha That Luang em 1566. Foi reconstruída cerca de 4 quilômetros do centro de Vientiane. As bases tinha um comprimento de 69 metros cada e tinham 45 metros de altura, e foi cercado por 30 pequenas estupas.
Em 1641, um enviado holandês da Companhia Holandesa das Índias Orientais, Gerrit van Wuysoff, visitou Vientiane e foi recebido pelo rei Sourigna Vongsa no templo, onde ele estava, alegadamente, recebido em uma cerimônia magnífica. Ele escreveu que havia ficado particularmente impressionado com a "enorme pirâmide e o topo coberto com folha de ouro pesando cerca de mil libras". No entanto, a estupa foi repetidamente saqueada pelos birmaneses, siameses e chineses.
Pha That Luang foi destruída pela invasão dos Tais em 1828, o que deixou sua estrutura muito danificada e abandonada. Somente em 1900 os franceses restauraram o seu design original, baseado nos desenhos detalhados de 1867, deixados pelo arquiteto e explorador francês Louis Delaporte. No entanto, a primeira tentativa de restaurá-lo não obteve sucesso e teve de ser redesenhado e depois reconstruída na década de 1930. Durante a Guerra Franco-Tailandesa, Pha That Luang foi fortemente danificada durante a incursão aérea tailandesa. Após o fim da Segunda Guerra Mundial, Pha That Luang foi reconstruída.

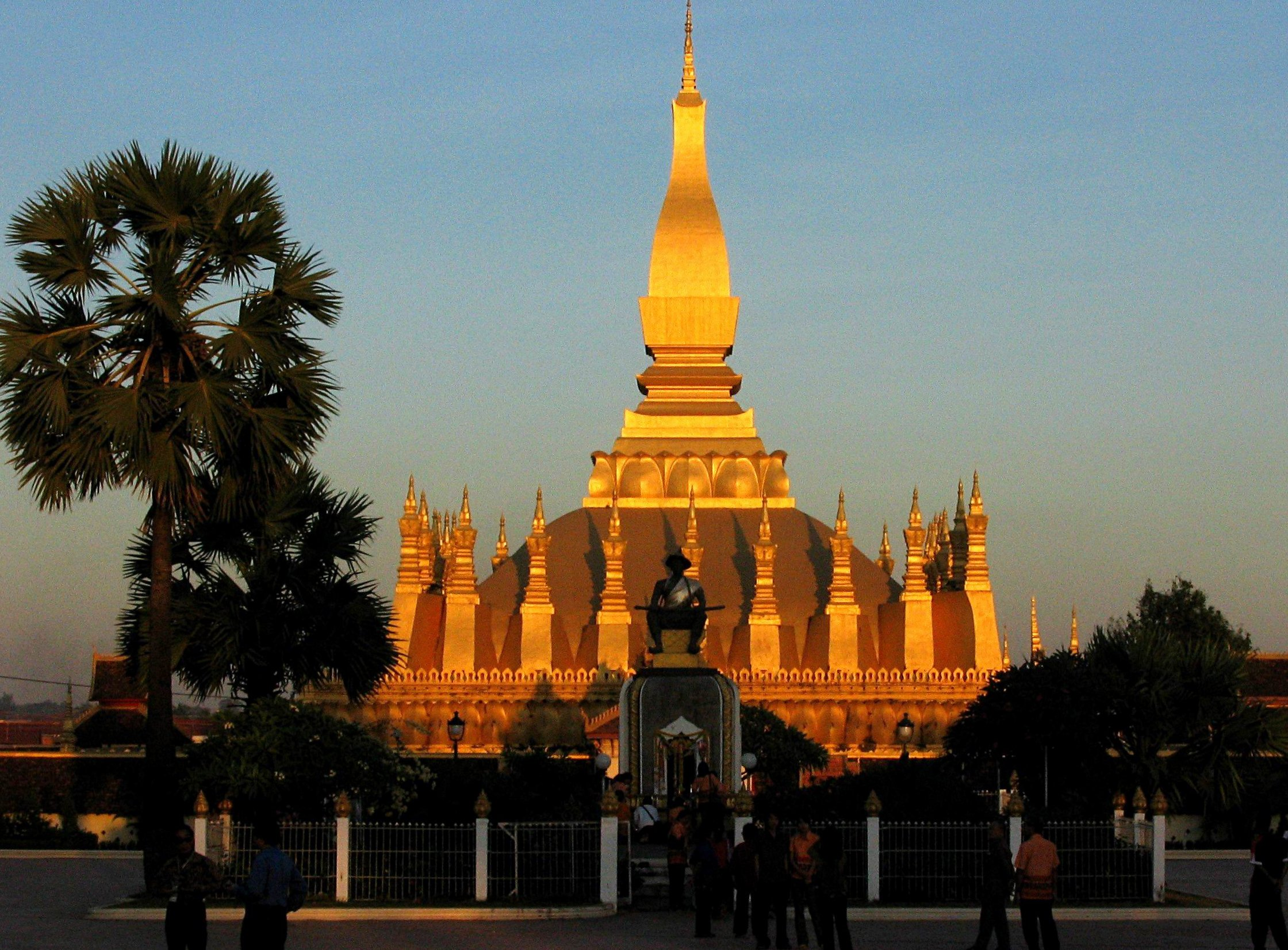
O símbolo nacional do Laos no por-do-sol
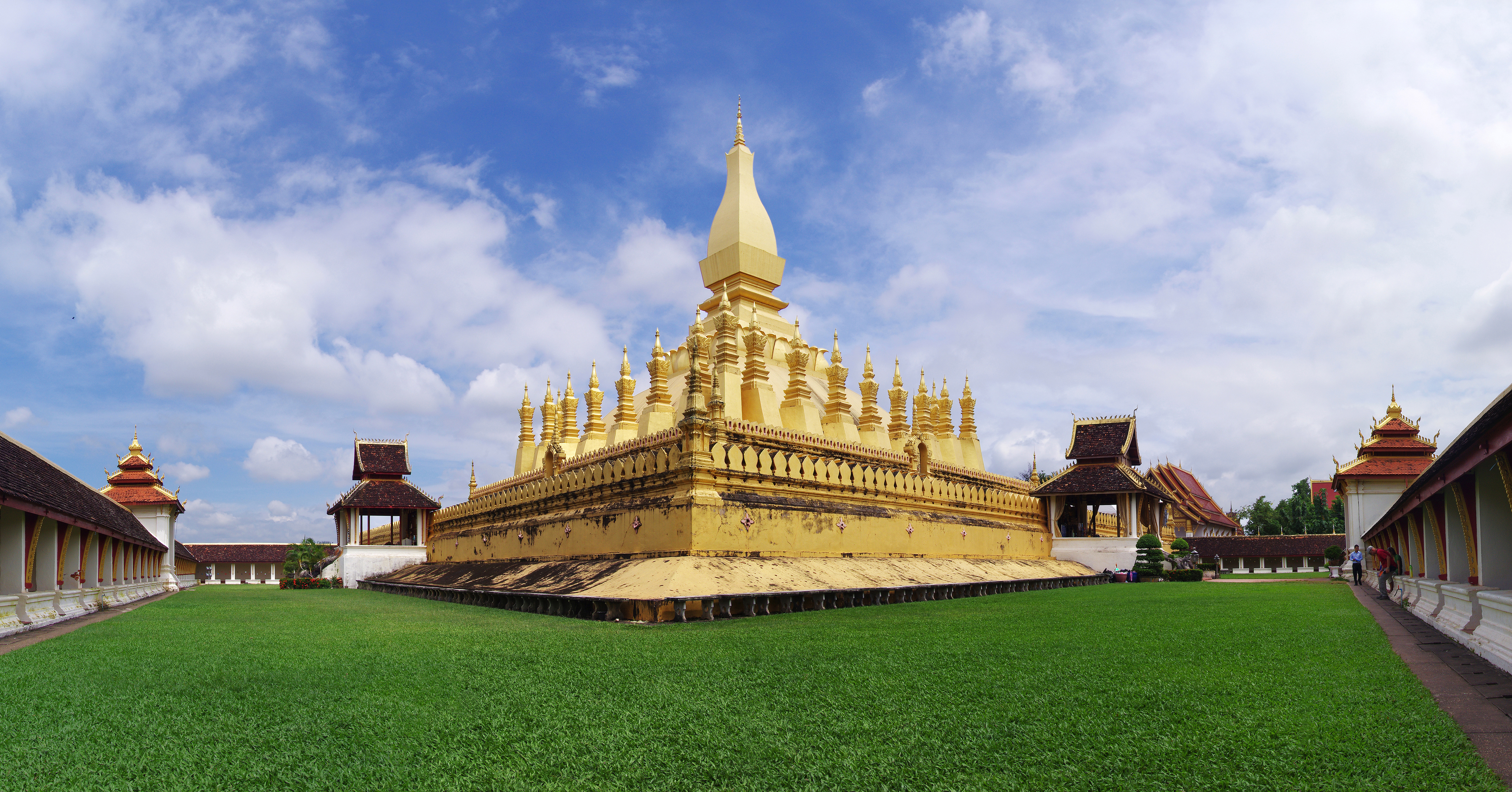
Vista da estupa
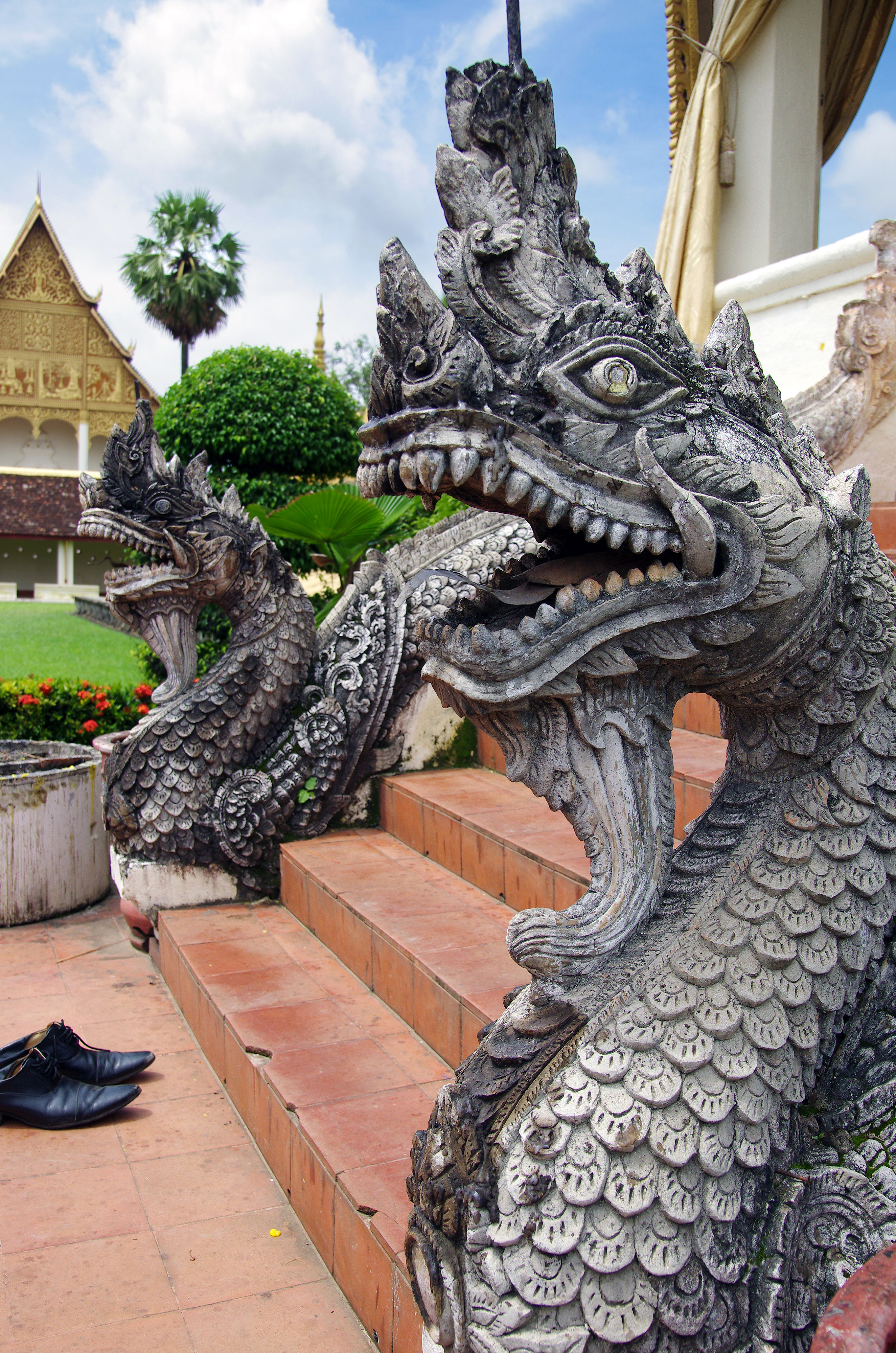
O naga no interior do templo
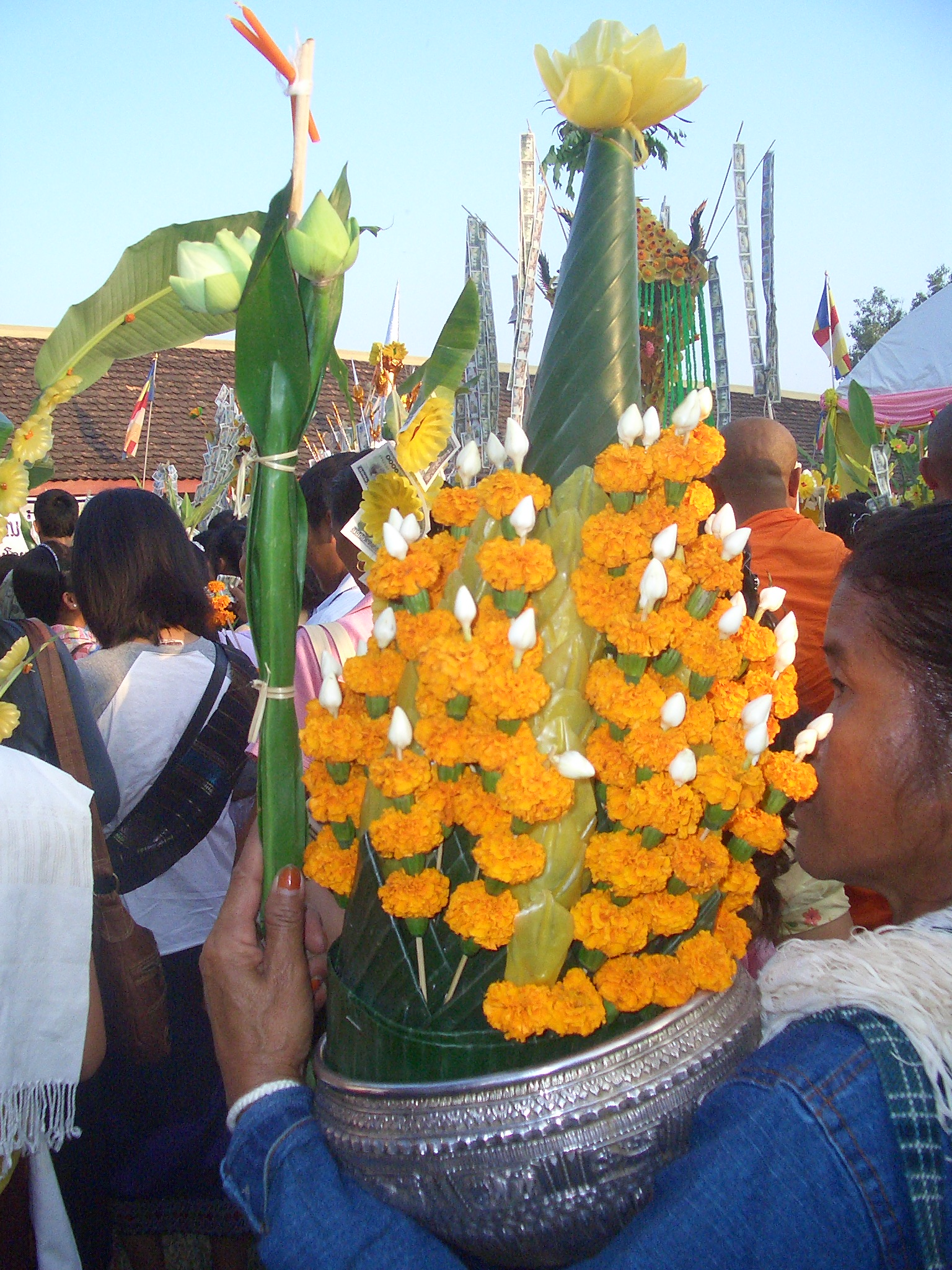
Festival Thatluang (2010)
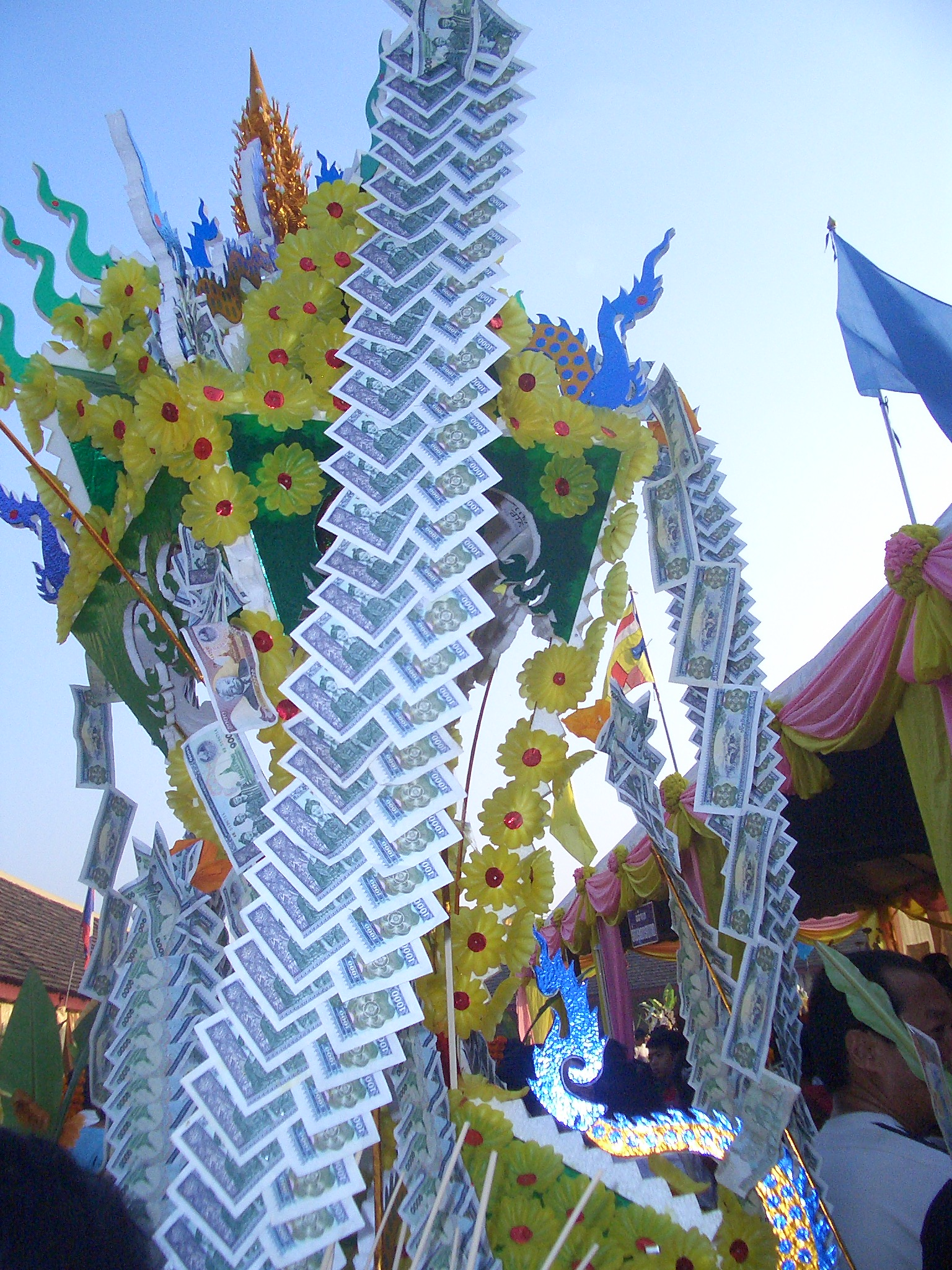
Festival Thatluang (2010)
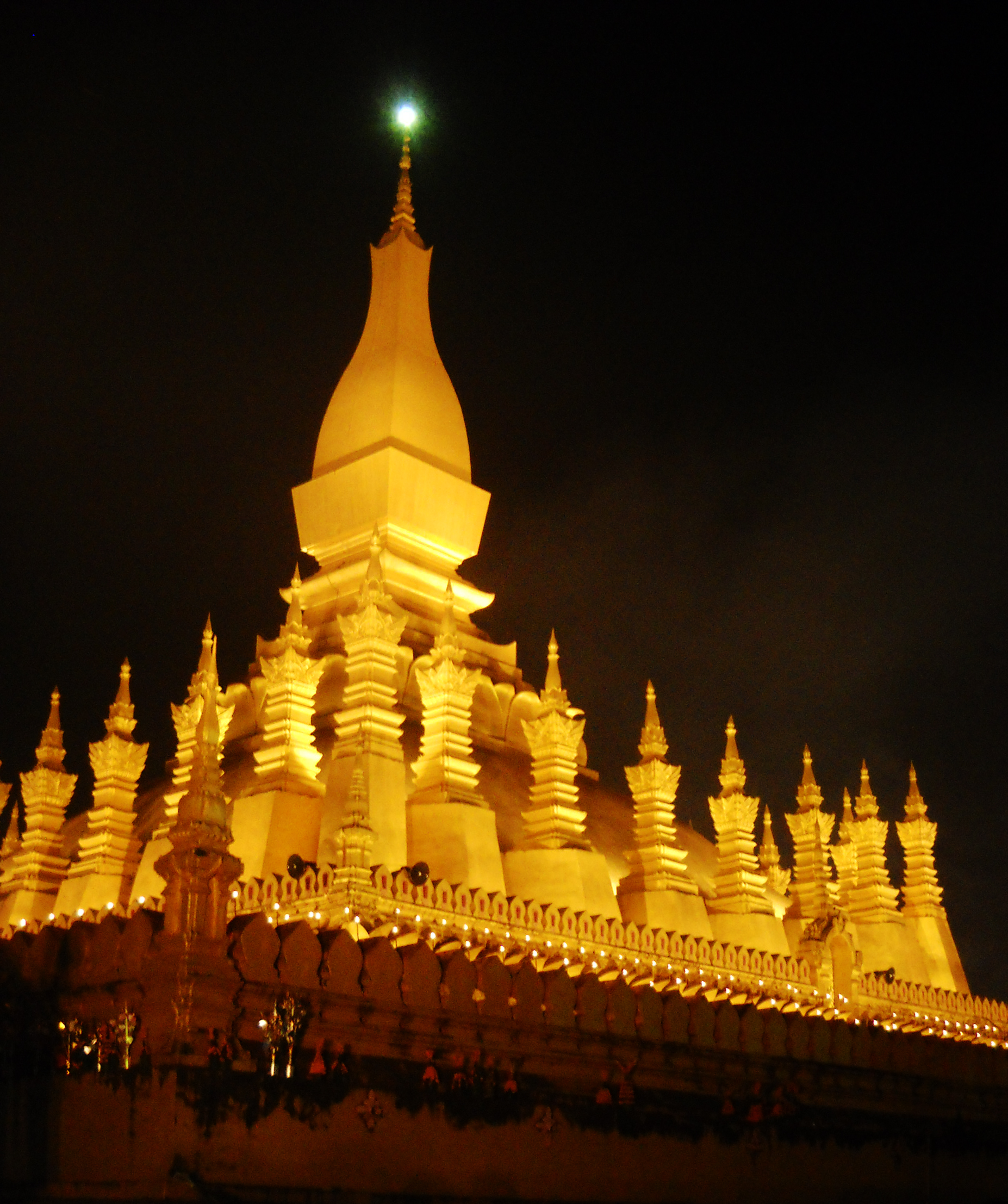
A estupa à noite
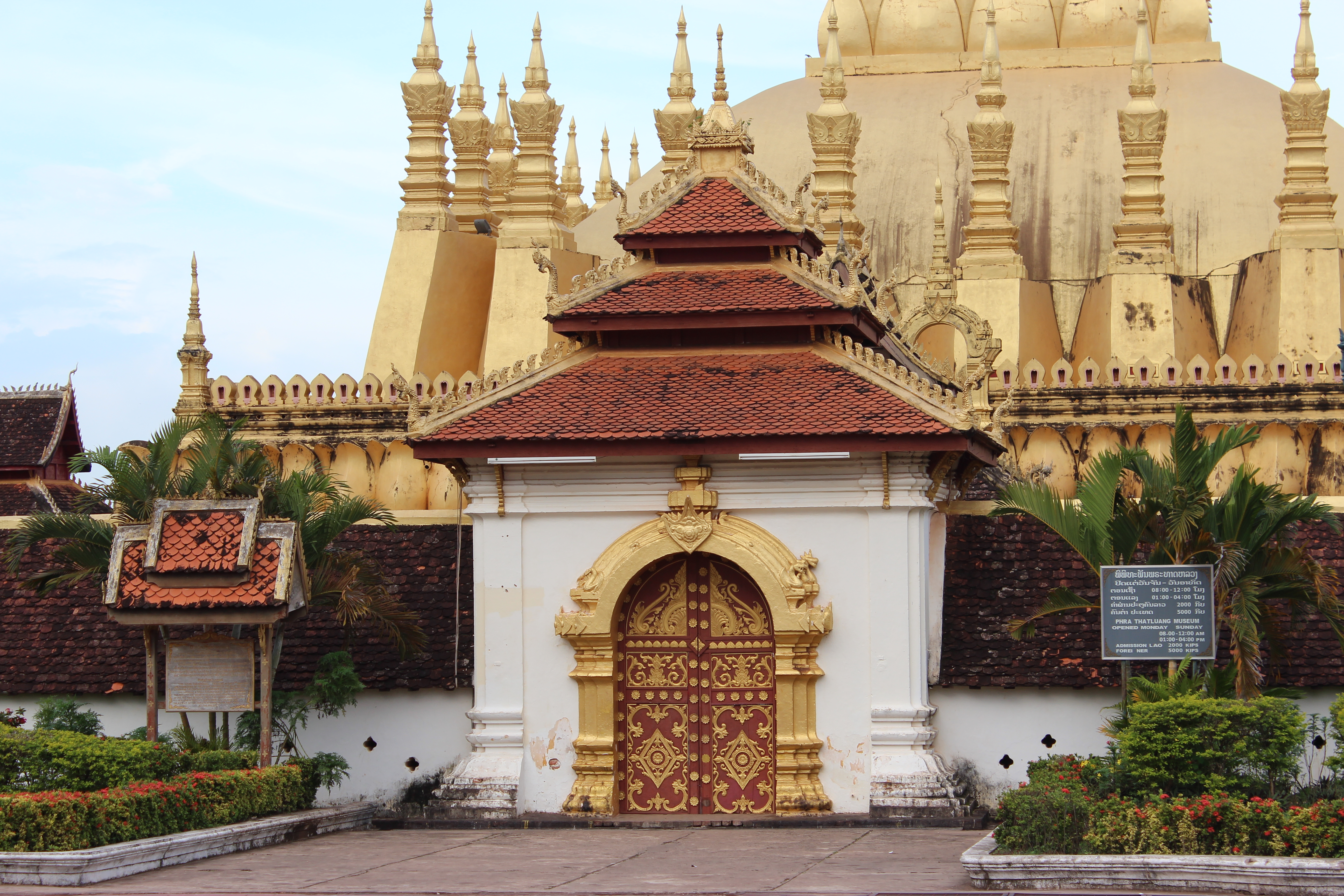
Pha That Luang
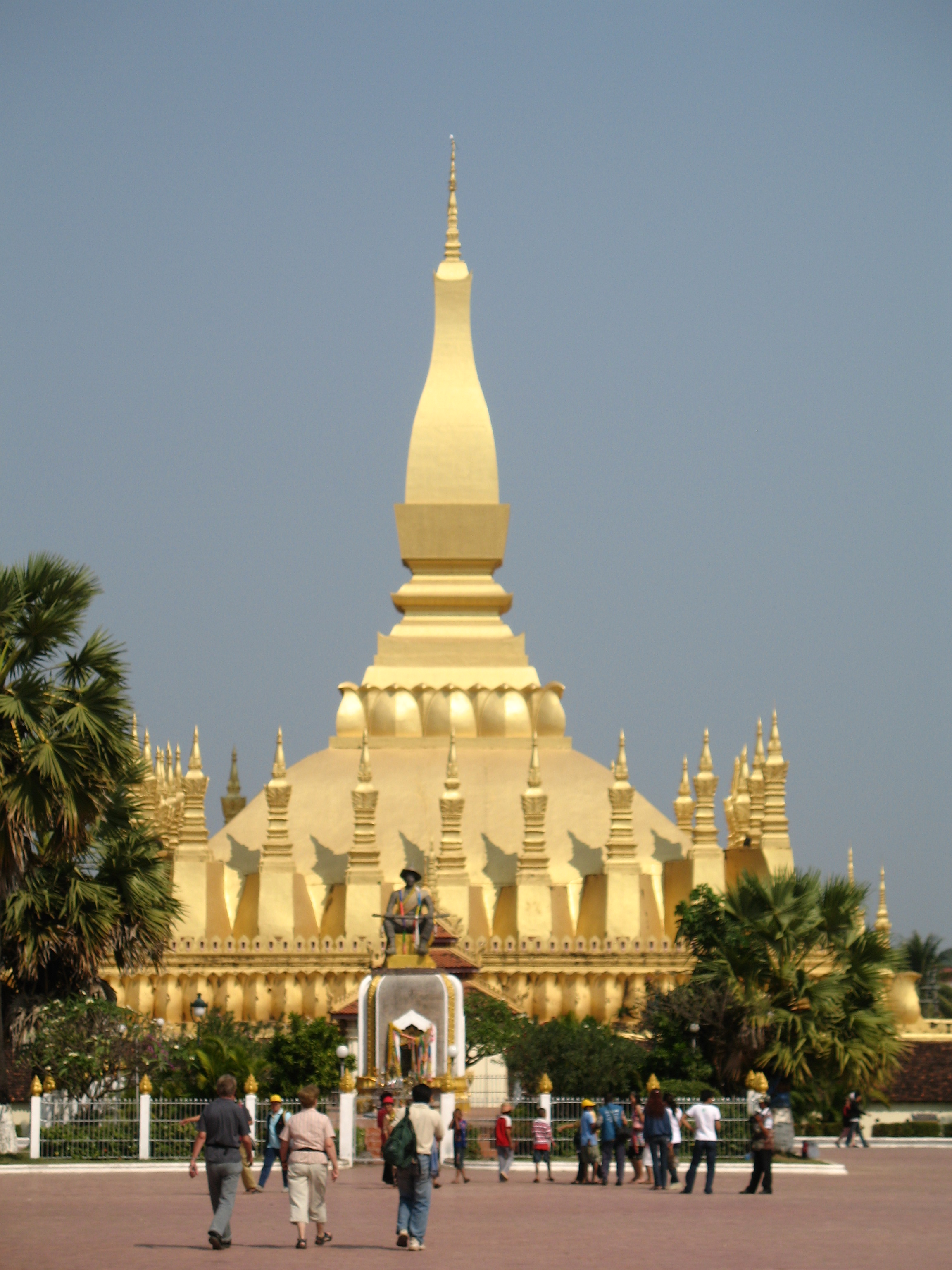
Pha That Luang